# Human Nature – Die Krone der Schöpfung
Human Nature – Die Krone der Schöpfung (Originaltitel: Human Nature) ist der erste abendfüllende Spielfilm des Regisseurs Michel Gondry, der vorher vor allem für seine Musikvideos bekannt war. Die 2001 erschienene Komödie ist nach Being John Malkovich die zweite Verfilmung eines Drehbuchs von Charlie Kaufman, konnte jedoch nicht an dessen Erfolg anknüpfen.

## Handlung
Die Geschichte wird von den drei Hauptcharakteren Lila, Nathan und Puff erzählt. Lila ist bei einem Polizeiverhör, Puff bei einer öffentlichen Anhörung im Kongress und Nathan im Jenseits.
Lila leidet seit der Pubertät an einer außergewöhnlich starken Körperbehaarung und beschließt, in der freien Natur zu leben, wo sie nicht nach ihrem Aussehen bewertet wird. Im Alter von 30 Jahren kehrt sie aus Sehnsucht nach einem Mann in die Zivilisation zurück und will die Behaarung entfernen lassen. Bis die langwierige Behandlung abgeschlossen ist, muss sie sich jedoch täglich rasieren. Sie lernt den einsamen Psychologen Dr. Nathan Bronfman kennen, erzählt ihm aber nicht von ihrem Geheimnis. Die beiden verlieben sich und ziehen zusammen.
Auf Grund seiner strengen Erziehung ist Nathan so von der Wichtigkeit von Tischmanieren überzeugt, dass er in seinem Labor versucht, Mäusen diese beizubringen. Auf einer Wanderung treffen Lila und er auf einen verwilderten Menschen. Da dieser nie in seinem Leben Kontakt mit Menschen hatte, außer mit seinem Vater, der sich selbst für einen Affen hielt, kann er nicht sprechen und verhält sich wie ein wildes Tier. Nathan sieht in ihm ein perfektes Versuchsobjekt für seine Experimente und nimmt ihn mit in sein Labor, wo er von Nathans Assistentin Gabrielle den Namen Puff erhält. Lila findet es nicht richtig, den Mann gegen seinen Willen zu zivilisieren, kann Nathan jedoch nicht vom Gegenteil überzeugen.
Nathan erfährt von Lilas Körperbehaarung und beginnt geschockt eine Affäre mit Gabrielle. Puff beobachtet aus seiner Plexiglaszelle ihren Liebesakt und beschließt von nun an zu kooperieren, um auch eine Chance auf das Ausleben seiner Sexualität zu bekommen. Schnell lernt er zu sprechen und sich in allen Situationen angemessen zu benehmen.
Da Nathan sich zwischen den beiden Frauen nicht entscheiden kann, verlässt Gabrielle das Projekt. Um Nathans Liebe zurückzugewinnen, beschließt Lila, ihn bei seinem Experiment zu unterstützen. Puff darf nun das Labor verlassen, aber er muss ein Halsband tragen, mit dem Nathan ihm bei falschem Verhalten Elektroschocks versetzt. Nathan verlässt schließlich doch Lila und kommt wieder mit Gabrielle zusammen. Sie führen Puff der Wissenschaft vor, die begeistert reagiert, und Gabrielle beginnt sich zu Puff hingezogen zu fühlen.
Lila schließt ihre Körperenthaarung ab, schöpft neues Selbstvertrauen und entführt daraufhin Puff. Sie trainiert ihn mit Hilfe des Halsbandes, sich wieder natürlich zu verhalten. Die beiden leben zusammen in freier Natur. Nathan spürt sie auf und gesteht Lila wieder seine Liebe, woraufhin Puff ihn erschießt. Lila beschließt den Mord auf sich zu nehmen, wenn Puff seine Geschichte vor dem Kongress erzählt. Puff willigt ein. Lila kommt ins Gefängnis. Puff macht sich nach seiner Rede von den Medien begleitet wieder auf den Weg in den Wald. Als die Reporter verschwinden, holt ihn Gabrielle mit ihrem Auto ab und sie fahren davon.

## Rezeption
Der Film erreichte in Frankreich rund 146.000 Kinobesucher und spielte in den Vereinigten Staaten 700.000 US-Dollar ein, was etwas mehr als 100.000 Besuchern entspricht. In der Schweiz erreichte der Film 42.000 Besucher, in Deutschland rund 5.000. In Österreich kam der Film offenbar nicht in die Kinos.

## Kritiken
Die Kritiken zu Human Nature sind eher durchwachsen ausgefallen. Silvia Hallensleben vom Tagesspiegel schrieb, Human Nature habe „viele wunderbare Wendungen auf Lager, um mainstreamgelangweilte Kinogänger zu überraschen und erfreuen.“ Der Film sei „Kino mit Eigensinn zwischen Clockwork Orange und Bambi“. Andreas Busche merkt in einer Ausgabe der taz jedoch an, dass der Film nur „die nächstliegenden Möglichkeiten dieser viel versprechenden Grundidee“ durchspiele. Auch Daniel Kothenschulte von der Frankfurter Rundschau bezeichnet den Film als „schwächsten der Kaufman-Verfilmungen“. Human Nature sei ein „doch etwas bemüht-geistreicher Bericht an eine (Film-)Akademie.“ Das Lexikon des internationalen Films resümierte: „Derbe Zivilisationskomödie. Hinter den rüden Scherzen klingen aber immer wieder Fragen nach dem Wesen des Menschseins an.“

## Auszeichnungen
Auf dem Filmfest München bekam das Produktionsteam 2002 den High Hopes Award verliehen. Das National Board of Review verlieh Charlie Kaufman im selben Jahr den NBR Award für das beste Drehbuch. Er erhielt diesen für die drei relativ zeitnah erschienenen Filme Human Nature, Adaption – Der Orchideen-Dieb und Geständnisse – Confessions of a Dangerous Mind.